# Utricularia quelchii
Utricularia quelchii är en tätörtsväxtart som beskrevs av Nicholas Edward Brown. Utricularia quelchii ingår i släktet bläddror, och familjen tätörtsväxter. Inga underarter finns listade i Catalogue of Life.

## Bildgalleri

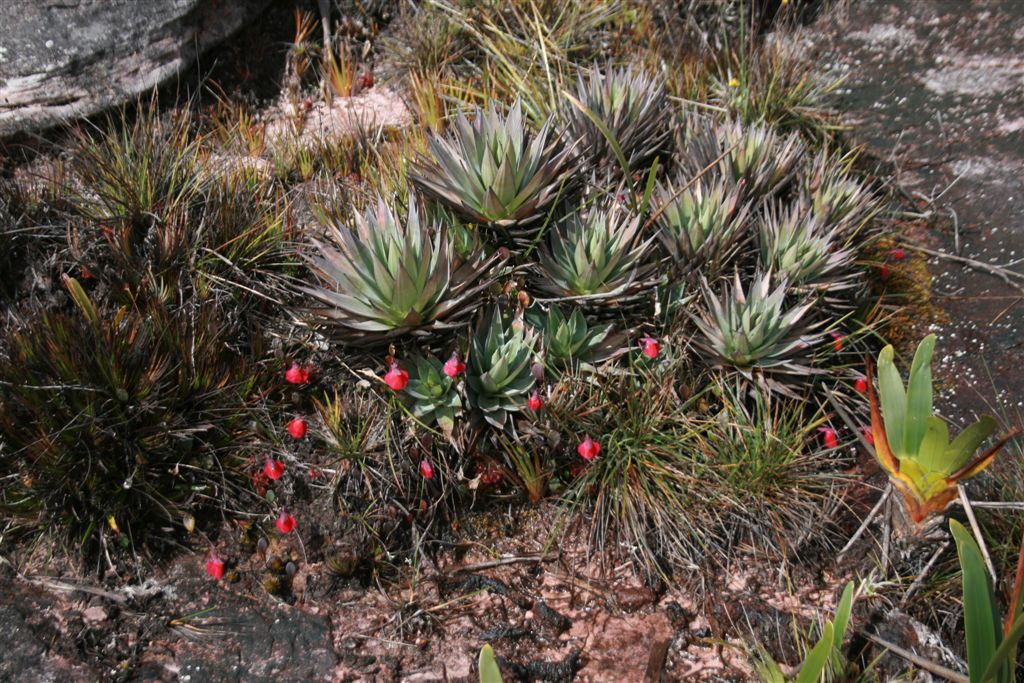
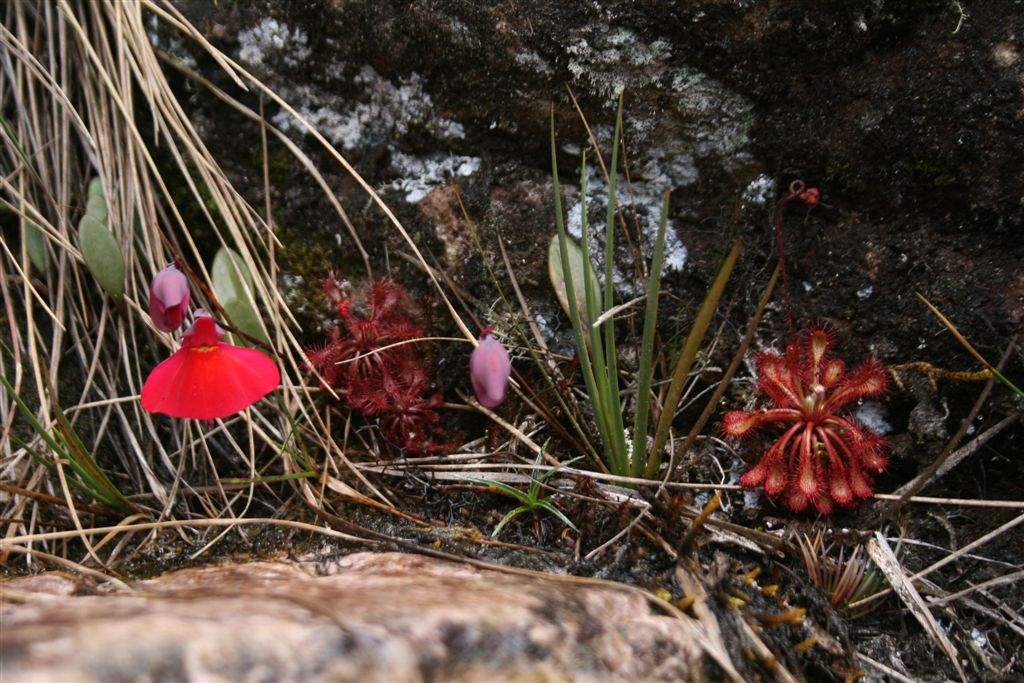
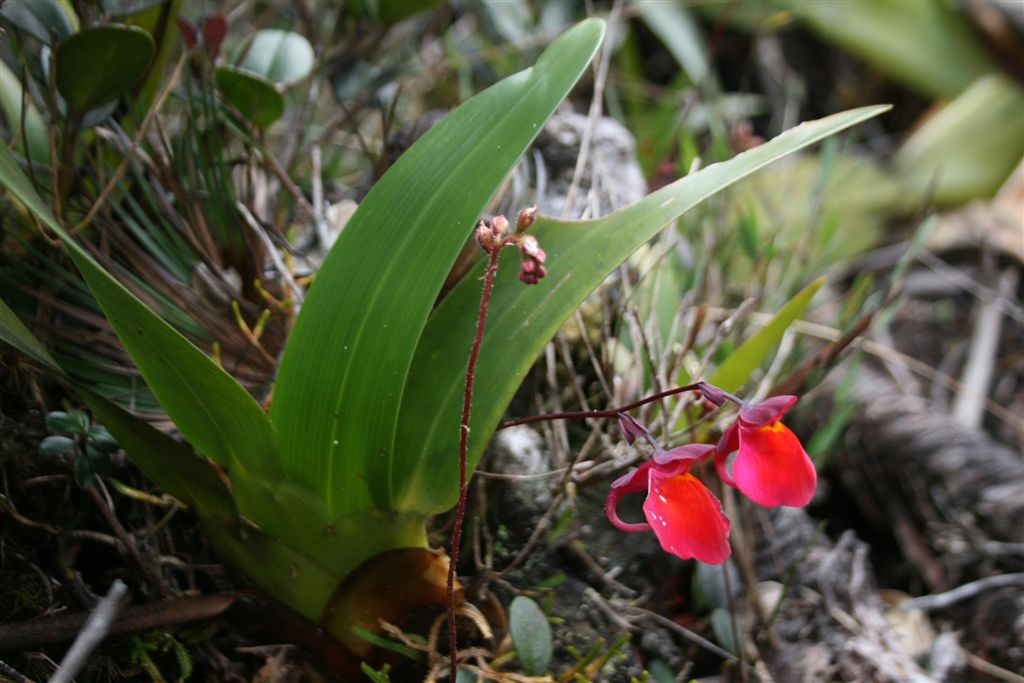
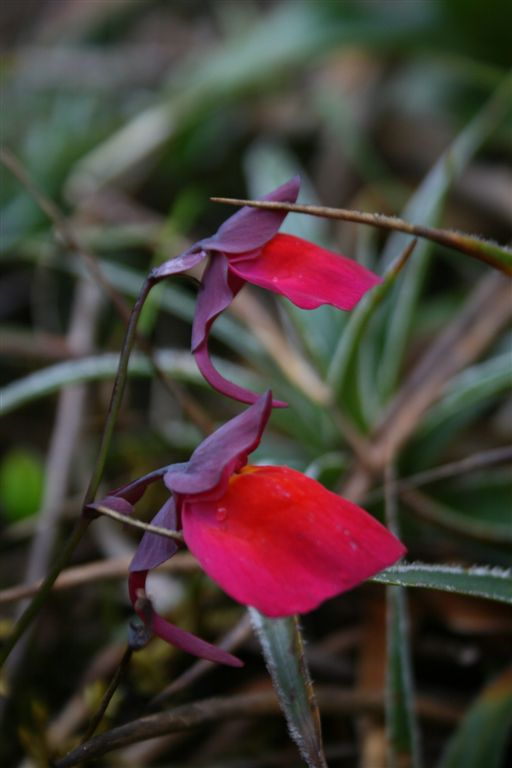
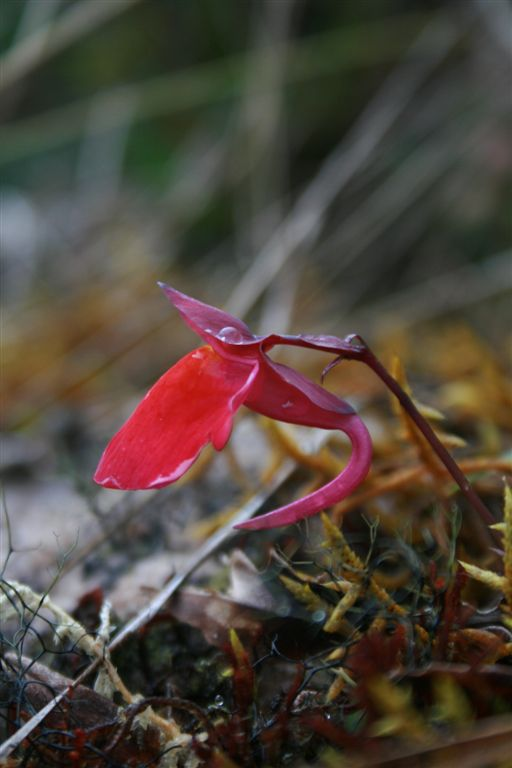